# Leader
Leader, tidigare officiellt gemenskapsinitiativet för landsbygdens utveckling, är ett EU-initiativ för att utveckla landsbygden inom EU. Det finansieras genom Europeiska regionala utvecklingsfonden.
Leader har funnits i Sverige under fyra av EU:s programperioder, som löper över 7 år i taget. LEADER (1994-1999),  Leader+ (2000-2006), Leader (2007-2013) samt den nuvarande programperioden som heter Lokalt ledd utveckling 2014-2020.
Leaderarbetet sker i ett trepartnerskap där den offentliga sektorn, ideella sektorn och den privata sektorn tillsammans beslutar om och genomför projekt. Leader är som en experimentverkstad, där de på landsbygden bofasta och verksamma själv uppmuntras till möjligheten att genomföra egna satsningar och initiativ av betydelse för bygdens utveckling.

## Leader i Sverige
Leader är en metod för att utveckla landsbygden utifrån lokala förutsättningar. I varje område tar privat, ideell och offentlig sektor gemensamt fram en lokal utvecklingsstrategi där man kommer överens om vad man ska prioritera för insatser under kommande programperiod. Metoden bygger på samarbete mellan olika sektorer och aktörer i ett område utifrån lokala initiativ och förutsättningar.   
En godkänd utvecklingsstrategi innebär också att området får en budget för utvecklingsprojekt. Organisationer, föreningar, företag och myndigheter som har idéer som bidrar till utveckling av ett område kan söka stöd från leaderområdet för att genomföra projekt. Själva ordet Leader är en förkortning av en fransk mening – Liaison Entre Actions de Développement de l´Economie Rurale. Det betyder "samordnade aktiviteter för ekonomisk utveckling på landsbygden".  
Leaderarbetet bedrivs inom så kallade "Local Action Groups" - LAG-grupper. Det är lokala föreningar som förvaltar Leader. De har bildats genom att boende, ideella organisationer, näringsliv och myndigheterna inom ett visst område har gått samman och arbetat fram en lokal utvecklingsstrategi. Det innebär att olika Leaderområden stimulerar olika utveckling.   
I den nuvarande programperioden är det möjligt att jobba med lokalt ledd utveckling genom leadermetoden inom fyra olika fonder: landsbygdsfonden, havs- och fiskerifonden, socialfonden samt regionalfonden.

### De svenska leaderområdena
- Karta över alla svenska Leaderområden och länk till deras hemsidor

| Europeiska flaggan | EU-portalen – temasidan för Europeiska unionen på svenskspråkiga Wikipedia. |